# الکس همیلتون (بازیکن فوتبال، زاده ۱۹۳۷)
الکس همیلتون (انگلیسی: Alex Hamilton؛ ۲۱ نوامبر ۱۹۳۷ – ۳ نوامبر ۲۰۰۹) بازیکن فوتبال اهل بریتانیا بود.
از باشگاه‌هایی که در آن بازی کرده‌است می‌توان به باشگاه فوتبال یورک سیتی و باشگاه فوتبال نلسون اشاره کرد.